# Chœur d'enfants

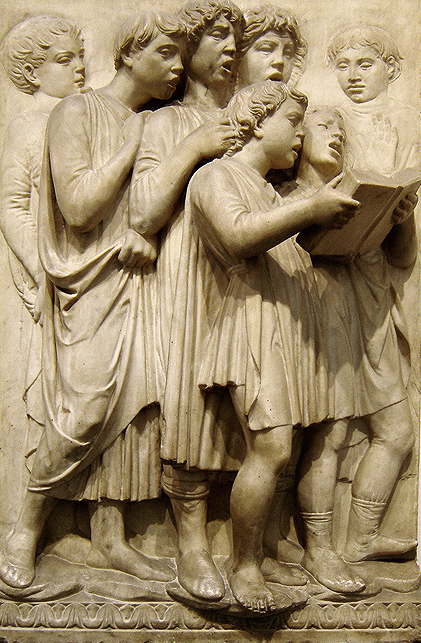
Luca della Robbia. 1431-1438. Cantores et pueri. Panneau de la cantoria (tribune des chantres) de la cathédrale de Florence. Musée de l'Œuvre du Dôme (en italien : l'Opera del duomo).

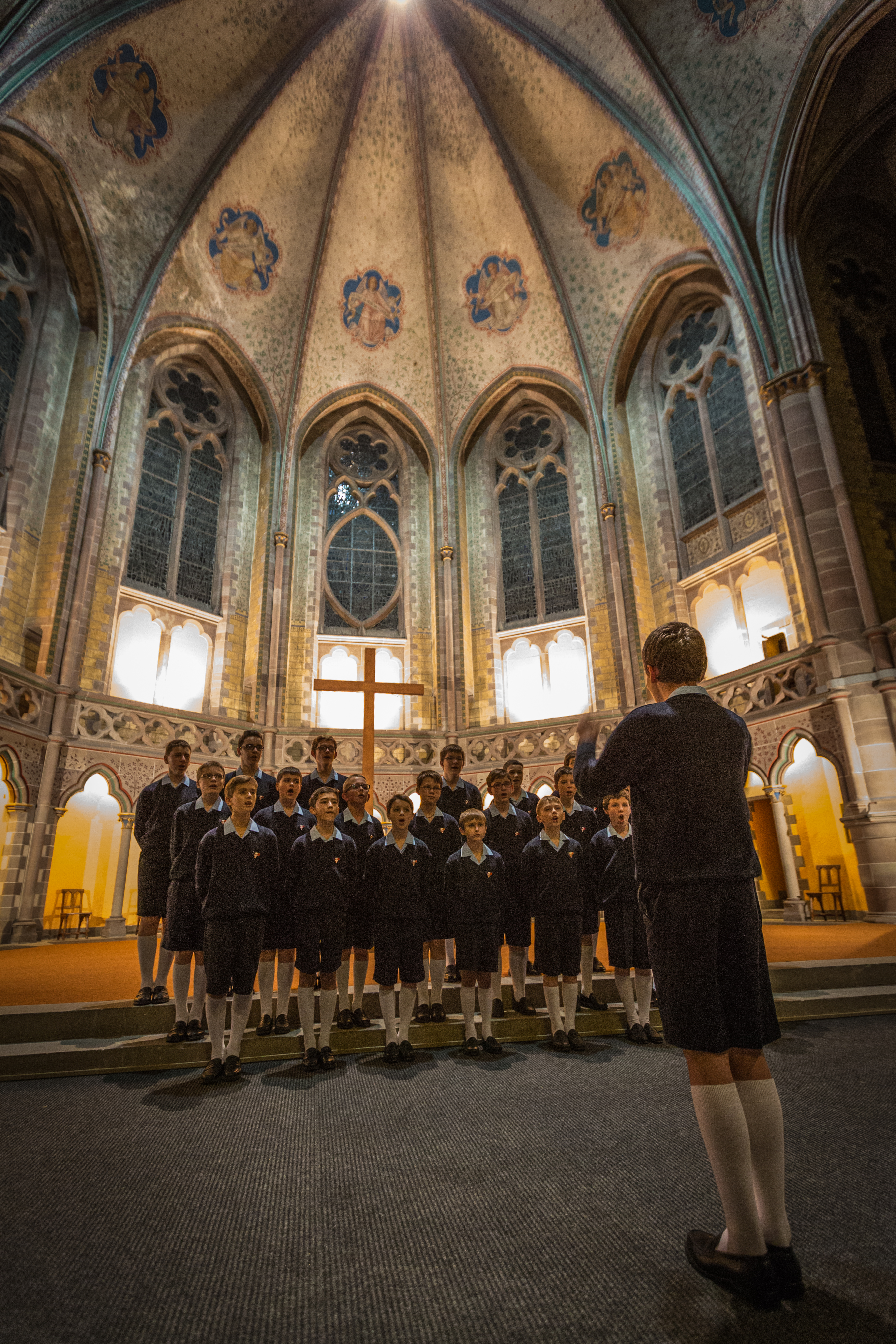
Les Petits Chanteurs à la Croix de Bois en concert à Strasbourg le 9 novembre 2013.

Un chœur d'enfants est un ensemble vocal à voix égales, dans lequel les parties de soprano, et d'alto, sont chantées par des enfants ou des adolescents (n'ayant pas encore mué pour les garçons).
Il en existe trois grandes catégories :
- les chœurs de garçons, souvent associés à des voix d'hommes pour les parties de ténor et de basse ;
- les chœurs mixtes mêlant filles (souvent adolescentes) et garçons, éventuellement associés à des voix d'hommes ;
- les chœurs de filles.

Les chœurs de garçons ont longtemps été les plus répandus, en raison de leur rôle liturgique et de l'interdiction autrefois faite aux femmes de chanter dans les églises. En fonction des traditions nationales ou régionales, les parties d’alto sont chantées ou bien par des garçons ou bien par des adultes haute-contres ou falsettistes. Les chœurs de filles étaient quant à eux rattachés aux pensionnats ou aux couvents féminins.
Les termes plus spécifiques de « maîtrise », ou quelquefois de « manécanterie » (ce dernier terme, en usage au début du XXe siècle, est vieilli), désignent en France des chœurs d'enfants, à l'origine liés avant tout aux liturgies de l'Église catholique et ne comprenant alors que des garçons (ce n'est plus le cas actuellement, les filles étant à leur tour devenues membres des maîtrises religieuses). Aujourd'hui existent aussi des chœurs d'enfants autonomes et laïcs. C'est ainsi que la généralisation de la mixité dans l'éducation ou les activités péri-éducatives s'est partout traduite par l'apparition et le développement de nombreux chœurs mixtes d'enfants.

## Historique
Du Moyen Âge à la Révolution française, les « enfants de chœur », formés à la musique par le chapitre canonial d'une cathédrale ou d'une collégiale, chantaient dans les offices religieux, avec les chanteurs adultes du chœur, appelé aussi « psallette ».
Les maîtrises étaient à la fois un ensemble vocal et une école. Elles offraient aux enfants qui en étaient membres une formation musicale de haut niveau, doublée d'une solide formation générale et religieuse. Elles étaient donc particulièrement prisées par les familles désirant s'élever dans l'échelle sociale, l'enseignement y étant gratuit. Les enfants aux capacités vocales jugées satisfaisantes étaient pris en charge pendant la durée de leurs études (en principe douze ans pour une scolarité complète). Quelques-uns apprenaient aussi un instrument. Les meilleurs apprenaient à composer. À l'issue de leurs années de formation et de service, ils recevaient une importante « gratification » pour les aider à entrer dans la vie active.
La grande majorité des musiciens de ces époques a été formée dans ces écoles maîtrisiennes, en France comme ailleurs : par exemple dans les pays germaniques, Jean-Sébastien Bach, Franz Schubert, etc. Quant à François Couperin et Jean-Philippe Rameau (pour ne citer qu'eux), ils sont nés dans le milieu des musiciens d'église et en ont reçu la formation.

### DuIVesiècleauXIVesiècle
On ne sait pas avec exactitude quand les premières écoles musicales, ou maîtrises, furent créées. Sous le pontificat du pape Grégoire Ier, dit le Grand, à la fin du même siècle, se développent les premières scholae structurées de Rome, sortes de conservatoires du chant liturgique romain. C'est à lui que se rapporte l'expression de « chant grégorien ».
À la fin du VIIIe siècle, Charlemagne crée des écoles liées, entre autres, aux chapitres de chanoines, aux monastères et aux paroisses. Leurs maîtrises, ou l'on enseigne avant toutes choses l'art du chant liturgique, vont commencer à se développer.
La maîtrise de la cathédrale de Reims avait été créée en 1285, lors de l'achèvement de la nef, celle de la cathédrale d'Amiens en 1324, suivie par celles de Senlis en 1349, Saint-Quentin en 1356 et Beauvais en 1369.

### De la Renaissance jusqu'en 1790
À la Renaissance, l'excellence de la formation musicale est disputée entre quatre grandes chapelles : celle du pape à Rome, celle du roi de France, celle du roi d'Angleterre et celle des ducs de Bourgogne et comtes de Flandres. De grands noms de la musique sortent des très nombreuses écoles qui fleurissent partout en Europe : Josquin des Prés, Clément Janequin ou Roland de Lassus, pour ne parler que des musiciens de l'École franco-flamande, en grande partie dominante depuis le XVe jusqu'à la fin du XVIe siècle.
Les maîtrises comptent alors un petit nombre de chanteurs, le nombre de postes nécessaires étant limité : souvent 6 ou 8 places d'enfants (10 ou 12 à Notre-Dame de Paris) et 12 (quelquefois un peu plus) pour les adultes. Le recrutement s'effectue par concours, comme pour le maître de musique. Les enfants retenus reçoivent une éducation complète, apprenant la musique vocale (et, dans une moindre mesure, la musique instrumentale), la « grammaire », le latin, le calcul et bien sûr la religion. Les églises fournissent les locaux à l'école et en assure l'entretien. Les choristes sont tenus d'assurer les différents offices liturgiques tout au long de l'année (le système des « semainiers » permettant un roulement). À la sortie de l'école, les jeunes gens peuvent choisir une autre profession, ou bien faire carrière soit dans le chœur d'une église collégiale ou cathédrale (en devenant ou non prêtres), ou bien, pour quelques-uns, entrent dans la « chapelle » d'un roi ou d'un prince, comme musiciens « ordinaires » ou « extraordinaires » (ce dernier mot désignant des musiciens employés occasionnellement). Très souvent, ces musiciens donnaient également des cours, chez eux ou en ville, et participaient à la vie musicale locale.
Ainsi les maîtrises sont-elles à cette époque très convoitées du fait qu'elles assurent un avenir professionnel solide et quelquefois brillant aux enfants sélectionnés.
Au XVIIIe siècle, les maîtrises (liées aux chœurs d'hommes), dont la fonction première est toujours de faire entendre les prières grégoriennes (alors appelées plain-chant), voient leur rôle quelquefois dénaturé au sein même des églises, par l'adjonction d'ensembles instrumentaux d'accompagnement, qu'on finit par accepter au cœur des offices, dans les moments les moins directement liés à la liturgie, à l'occasion de certaines fêtes solennelles. À l'inverse, ces écoles coûtent cher aux employeurs et les chapitres ecclésiastiques de moindre importance n'en ont plus toujours les moyens.

### Fin duXVIIIesiècle
En 1790, en France, le gouvernement révolutionnaire saisit tous les biens de l'Église et supprime les chapitres ecclésiastiques et donc les maîtrises. La musique dans les églises survit tant bien que mal jusqu'à leur fermeture en 1793 sous la Terreur. Le Conservatoire de Paris (qui faisait suite à l’École royale de chant et de déclamation, créée en 1784, par Louis XVI) est créé entre 1793 et 1795 par Bernard Sarrette, chef de musique de la Garde nationale, afin que la République ait la main sur l'éducation musicale de haut niveau (au départ avec un objectif purement militaire, donc forcément très limité). Le changement est important : jusque-là, la formation aux différentes disciplines de la musique avait été presque entièrement dispensée par l'Église (ou dans l'espace domestique, chez les plus riches) et, à titre privé, par ceux qui étaient issus de ces écoles. Le conservatoire de Paris est le seul conservatoire créé. L'enseignement de la musique est laissé à l'initiative de professeurs particuliers.
Dès la Convention thermidorienne (1794-1795), suivie par le Directoire (1795-1799), le régime d'interdiction commence à être moins sévère. Mais c'est avec le Concordat de 1801 puis la Restauration de la monarchie, en 1815, que l'Église retrouve officiellement le droit à l'existence et peut, très progressivement, commencer à envisager d'ouvrir quelques écoles de chant. Néanmoins, à défaut de véritables moyens financiers, celles-ci resteront longtemps très démunies.
La France souffrit longtemps de la rupture initiée en 1790, spécialement dans le domaine du chant. En 1834, un ancien maître des enfants de chœur, Jacques-Marin Dauvilliers, déplorait par exemple « l'absence d'écoles de musique dans les départements ». Peu après la Révolution, il avait séjourné à l'étranger pendant 6 ans (vers 1795-1801), en Allemagne et plus particulièrement en Autriche. Il évoque, « dans les États de l'Empereur d'Autriche », « ainsi que dans toutes les villes de l'Allemagne », les « écoles (dirigées par un maître de chapelle) où l'on enseigne la musique et la composition ». « Les dimanches et fêtes de l'année, on chante la messe en musique et en grande symphonie, avec orgue. Dans les plus petits villages, les villageois et villageoises exécutent aussi, Fêtes et Dimanches, la messe en grande symphonie ».
Concernant la France, il conclut : « Si l'on y remédie pas promptement, les spectacles lyriques seront forcés d'employer des musiciens vocalistes de l'Allemagne et de l'Italie, et peut-être même des compositeurs ».

### LeXIXesiècle
La première moitié du XIXe siècle est donc difficile pour les maîtrises, au départ sans aucune ressource, tantôt encouragées par des subventions d'État, tantôt livrées à elles-mêmes, voire attaquées par le régime en place, comme lors de la monarchie de Juillet instaurée à partir de 1830 par le roi Louis-Phillipe Ier. L'Église n'ayant plus les moyens de gérer autant d'écoles de chant que sous l'Ancien Régime, beaucoup de petites structures ne réapparaissent pas. Les plus grandes survivent quelquefois au prix d'une réorganisation sociale : ne pouvant plus assurer l'ensemble de l'éducation de ses chanteurs, certaines se limitent à leur formation musicale, en complément de l'éducation assurée au sein d'autres structures. L'enseignement du chant grégorien (à l'époque passablement délabré) était parfois abandonné. La période marque néanmoins les débuts de l'étude scientifique de ce répertoire, de sa compréhension et de son interprétation, à l'abbaye de Solesmes.
Le Congrès de La Maîtrise se réunit à Paris en 1860, à l'initiative du chanoine orléanais Victor Pelletier. À la suite de cela, et du fait d'une politique plutôt favorable de la part du Second Empire, la seconde moitié du XIXe siècle connaît une certaine renaissance des maîtrises sous des formes plus modernes : continuant à recruter sur concours, elles offrent un enseignement gratuit aux élèves défavorisés. Cette dernière disposition commence à élargir le recrutement et le nombre d'élèves chanteurs, qui était resté réduit depuis le début du siècle.

### LeXXesiècle
En 1906, deux étudiants fondent le chœur des Petits Chanteurs à la Croix de Bois indépendamment de toute paroisse ou cathédrale, rompant ainsi avec la tradition millénaire. Conçu comme une formation itinérante, allant d'église en église partout en France, il a pour but de faire connaître la musique sacrée ainsi que le caractère particulier des voix d'enfants. À partir de 1931, sous la direction de l'abbé Fernand Maillet, le chœur commence à effectuer des tournées dans le monde entier.
Le succès sans précédent des Petits Chanteurs à la Croix de Bois donne une orientation nouvelle au chant choral d'enfants. Dans le même temps, et en partie grâce à cela, de nombreux chœurs non exclusivement liturgiques se développent, un peu partout en Europe, après la fin de la Seconde Guerre mondiale. En France, à l'image du célèbre ensemble, on donne aussi à ces chœurs le nom de « manécanteries », empruntant un terme né dans le courant du XIXe siècle (vers 1836) et utilisé quelquefois pour les formations vocales destinées à chanter dans les offices religieux. L'organisation de ces chœurs prend de nouvelles formes : encore exclusivement composés de garçons (la mixité n'apparaîtra que vers les années 1970), ils occupent les enfants en dehors du temps scolaire, pendant les week-ends, les jeudis (alors jour de repos scolaire) et les vacances. La gestion du chœur et l'organisation des concerts et des tournées sont en grande partie assurées par des bénévoles proches de la structure (choristes adultes, parents, anciens choristes, etc.). Beaucoup d'anciennes maîtrises traditionnelles ont fini par adopter ce type de fonctionnement.
Cet essor se concrétise dans les années 1950 dans le mouvement des Pueri Cantores (« enfants chantres, ou chanteurs »), organisé en une fédération du même nom, qui existe encore aujourd'hui. La plupart des chœurs d'enfants qui constituent cette fédération restent confessionnels, étant plus ou moins rattachés à une structure religieuse comme une paroisse ou un collège et continuant d'assurer un service liturgique. Parmi les valeurs communes de ces ensembles bénévoles, la recherche du plaisir et de la beauté du chant, l'esprit d'égalité et de solidarité nécessaire au bon fonctionnement du chœur, l'importance du travail commun et individuel, etc.
À partir des années 1980, l'État entreprend une revalorisation de la pratique chorale en permettant l'adaptation du temps scolaire pour les enfants souhaitant travailler dans un chœur.

### LeXXIesiècle
En 2004, le succès sans précédent du film Les Choristes entraîne une multiplication soudaine et importante des demandes d'inscription auprès des chœurs d'enfants.

## Chœurs d'enfants d'Europe

### Allemagne

#### Regensburger Domspatzen
Littéralement Les moineaux de la cathédrale de Ratisbonne, est un chœur d'enfants et de jeunes hommes qui peut être considéré comme le plus ancien du monde, fondé en 975, il est chargé de chanter aux offices de la cathédrale de Ratisbonne en Allemagne et se produit aussi en concert à travers le monde.

#### Kreuzchorde Dresde
Le Dresdner Kreuzchor est situé à Dresde en Saxe à l'est de l'Allemagne. C'est l'un des chœurs de garçons les plus anciens d'Europe, puisqu'il existe depuis sept siècles. Il se produit régulièrement à la Kreuzkirche (église Sainte-Croix) de Dresde et lors de tournées en Allemagne, aux États-Unis, au Canada, en Israël ou au Japon. Le chœur est composé de 140 choristes âgés de 9 à 19 ans. Il est actuellement dirigé par Roderich Kreile.
Le célèbre organiste, claveciniste, chef de chœur et chef d'orchestre allemand Karl Richter y reçut sa formation, puis se spécialisa dans la musique de Jean-Sébastien Bach.

#### Thomanerchorde Leipzig (chœur de l'église Saint-Thomas de Leipzig)
La Schola Thomana, rattachée au cloître des augustins de Saint Thomas est citée en 1254. Le chœur fut rattaché au conseil de la ville de Leipzig lors de la réforme en 1539. Bach y fut nommé en 1723 et y resta attaché jusqu'à sa mort en 1750.

#### Tölzer Knabenchor(chœur de garçons de Tölz)
Chœur allemand basé aujourd'hui à Munich en Bavière. Il a été créé à Bad Tölz en 1956 par Gerhard Schmidt-Gaden, qui en est toujours le chef de chœur. Le sérieux et la qualité musicale de ses interprétations en font l'un des chœurs d'enfants les plus célèbres au monde.
Son répertoire est essentiellement baroque et classique, allemand et autrichien (Bach, Schütz, Haydn, Mozart etc.) mais inclut également d'autres répertoires (Renaissance, romantique et contemporain), ainsi que celui des chants traditionnels allemands. Le chœur est exclusivement composé de garçons (soprano et alto) et de jeunes hommes (ténor et basse).
Tant au disque qu'au concert, le Tölzer Knabenchor a été dirigé par nombre de chefs d'orchestre célèbres, comme John Eliot Gardiner, Nikolaus Harnoncourt, Herbert von Karajan, Gustav Leonhardt, Bruno Weil, Michael Gielen, Sylvain Cambreling, Claudio Abbado. Il fait régulièrement de grandes tournées à travers le monde.
Il est souvent appelé pour fournir en urgence les grandes maisons d'opéra dans les œuvres nécessitant des enfants solistes, comme  La Flûte enchantée, Apollo und Hyacinthus, Bastien und Bastienne, Orphée et Eurydice, Tosca, Tannhäuser, Siegfried, Pelléas et Mélisande, etc.

#### Knabenchor Hannover
Ce chœur allemand, aujourd'hui dirigé par Jörg Breding, fondé à Hanovre en 1950 par Heinz Hennig (1927-2002), s'est notamment illustré par sa participation à l'enregistrement de l'intégrale des cantates de Jean-Sébastien Bach sous la direction de Gustav Leonhardt.

### Andorre

#### Chœur National des Petits Chanteurs Libres d'Andorre(«Cor Nacional dels Petits Cantors Lliures d'Andorra»)
Cet ensemble réunit actuellement le Chœur des Petits Chanteurs et le Chœur de Filles (El Cor dels Petits Cantors i el Cor de Nenes). Le chœur de garçon a vingt ans d'existence. Le chœur de filles est de création récente. Tous bénéficient d'une formation musicale et vocale approfondies. Le répertoire est partagé entre musique sacrée et musique profane.
La présidence du Conseil de l'Europe (Comité des ministres) étant actuellement exercée par Andorre depuis novembre 2012, un concert de ce chœur d'enfants et d'adolescents a eu lieu, dans ce cadre, à Strasbourg, le 13 février 2013.

### Autriche

#### Wiener Sängerknaben(Petits Chanteurs de Vienne)

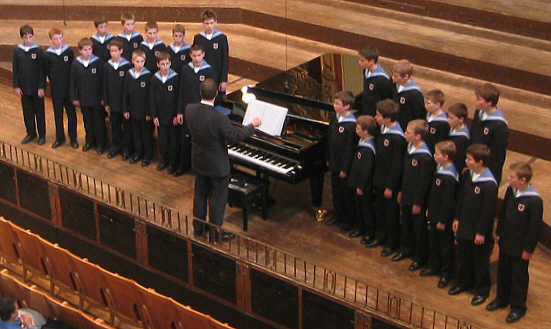
Petits chanteurs de Vienne

Les Wiener Sängerknaben, basé à Vienne, est un des plus anciens et prestigieux chœurs d'enfants puisqu'il a été fondé en 1498 par l'empereur Maximilien, qui souhaitait entendre des voix d'enfants parmi les musiciens officiels de la cour.

### Belgique

#### Les Petits Chanteurs de Belgique
Créé en 1965, le chœur répète une ou deux fois par semaine en différentes antennes: Lessines, Namur, Mouscron, Bruxelles et se réunit à l'occasion d'un weekend de travail par mois à Lessines. Les Petits Chanteurs de Belgique sont membres de la fédération nationale et internationale des Pueri Cantores.
Le chœur se produit tant en Belgique qu'à l'étranger où il part une ou deux fois par an en tournée. Ces dernières années: Allemagne, Écosse, France, Italie, Monaco, Suisse, Suède.
Le chœur s'est produit en tournée en France et en Espagne en juillet 2012: Sagrada Familia de Barcelone, Basilique Notre-Dame de Montserrat, Cathédrales de Bordeaux, Guadix. Le chœur a participé au XXXVII congrès de la fédération internationale des Pueri Cantores qui a eu lieu du 11 au 15 juillet 2012 à Grenade.
Le répertoire large et varié fût orienté vers la musique romantique française en 2011(Oratorio de Noël de Camille Saint-Saens; œuvres de Théodore Dubois, Léo Delibes, César Franck, Gabriel Fauré, Charles Gounod).
Le chœur est placé sous la direction musicale d'Anthony Vigneron.

#### Les Petits Chanteurs du collège Saint-Pierre
Développée par l’abbé Emmanuel Caron à partir de 1950, la chorale des Petits Chanteurs du collège Saint-Pierre à Uccle est dirigée actuellement par Philippe Sandron et Romain Verbeeren, eux-mêmes anciens élèves du Collège et anciens choristes. Les répétitions hebdomadaires, les prestations et les stages musicaux constituent les moments essentiels de la vie de la chorale. Sans totalement négliger la musique profane, le répertoire privilégie la musique sacrée (Wolfgang Amadeus Mozart, Antonín Dvořák, Camille Saint-Saëns, Joseph Haydn, Andrew Lloyd Webber, Charles Gounod, etc.).

### Espagne

#### L'Escolania de l'Escorial
Un chœur d'enfants a été créé en 1657 au monastère de l'Escurial par Philippe II.

### France

#### Quelques maîtrises rattachées à des cathédrales

##### Cathédrale Notre-Dame de Paris
Créée au XIIe siècle, en même temps que la cathédrale. Actuellement, la maîtrise de la cathédrale Notre-Dame de Paris est composée de quatre entités, la Pré-Maîtrise, le Chœur d’enfants, le Jeune Ensemble et le Chœur d’adultes, regroupées au sein de l'association Musique sacrée à Notre-Dame de Paris créée en 1991. Elle a pour mission principale la coordination de toute la musique dans la cathédrale. La Maîtrise a été dirigée successivement par Michel-Marc Gervais, Denis Rouger, Nicole Corti, Lionel Sow puis Henri Chalet depuis 2014.

##### Cathédrale Notre-Dame de Reims
Créée au XIIIe siècle, en même temps que l'église. Pour l'année scolaire 2010-2011, la maîtrise de la cathédrale de Reims comptait cent-soixante élèves (de la classe de CE1 jusqu'à la 3e), dont deux-tiers de filles. Les enfants les plus jeunes sont inscrits à la pré-maîtrise. Le chœur proprement dit commence à partir du CM2. Ses membres interviennent selon diverses formations, à géométrie variable, dont le « chœur pilote » (56 adolescents). Le répertoire s'étend de la musique sacrée à la musique profane, en passant par l'opéra.
La maîtrise est dirigée depuis 2001 par Sandrine Lebec (née en 1972). Chanteuse classique et  violoniste de formation, elle a commencé sa carrière de chef de chœur aux conservatoires de Versailles et de Boulogne-Billancourt puis à la Maîtrise des Hauts-de-Seine.

##### Cathédrale Notre-Dame de Rouen
Créée au XIIIe siècle, en même temps que l'église. Organisée aujourd'hui sur le même principe que la maîtrise de Reims (classes à horaires aménagés ou à horaires traditionnels), la maîtrise de la cathédrale de Rouen ou « Maîtrise Saint-Évode » est constituée, outre la maîtrise proprement dite qui comptait 55 adolescents en  2010-2011, de plusieurs ensembles vocaux à vocation spécifique : le Jeune Chœur, le Chœur de chambre, la Schola grégorienne.
Elle est dirigée par Loïc Barrois (né en 1974), pianiste et contreténor de formation, qui avait dirigé le Chœur de région Haute-Normandie de 1999 à 2005.

#### Les Petits Chanteurs à la Croix de Bois

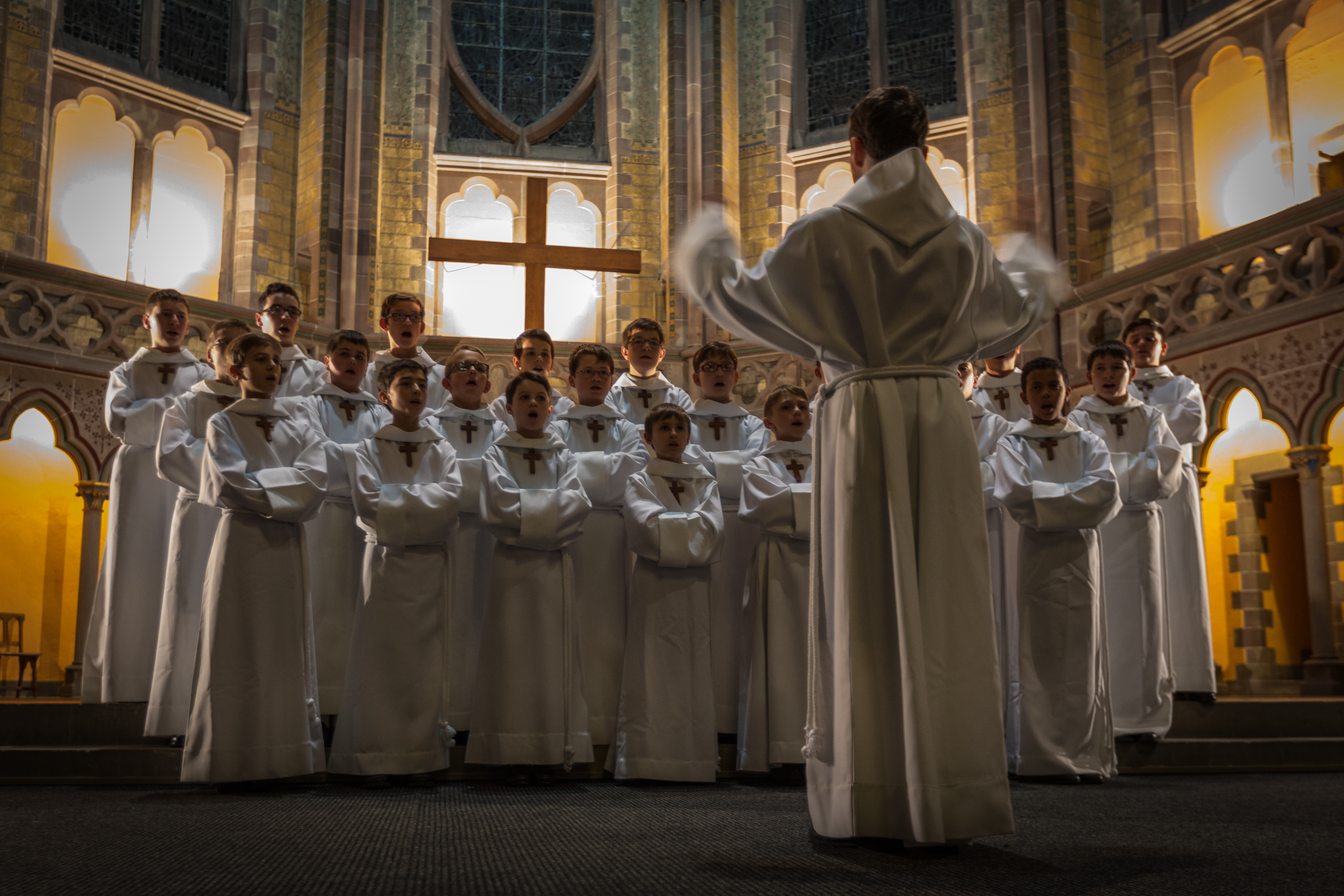
Petits Chanteurs à la Croix de Bois Strasbourg 9 novembre 2013 03

Chœur français créé en 1907 et composé uniquement de garçons, cette formation est également une école générale pour ses chanteurs, depuis le primaire jusqu'à la fin du collège.
Le répertoire du chœur était à l'origine exclusivement composé de musique polyphonique des XVe et XVIe siècles : Jean Mouton, Josquin des Prés, Palestrina, Victoria ou Roland de Lassus. Ont été ajoutées depuis beaucoup de pièces d'auteurs contemporains, parfois composées spécialement pour la Manécanterie : Darius Milhaud, Francis Poulenc ou Arthur Honegger ; ainsi qu'un répertoire profane de chansons populaires françaises ou étrangères.
Le chœur des Petits Chanteurs à la Croix de Bois est l'un des plus célèbres au monde, tout particulièrement apprécié en Asie. Il effectue très régulièrement des tournées à travers la France et le monde. Son succès et son fonctionnement alors très original ont provoqué un véritable essor des chœurs d'enfants en Europe à partir de la fin de la Seconde Guerre mondiale, qui s'est notamment concrétisé dans la création de la fédération des Pueri Cantores à laquelle l'abbé Maillet, chef du chœur, a considérablement contribué.

#### Chœur d'enfants d'Île-de-France
Le Chœur d'enfants d'Île-de-France est une maîtrise fondée par Francis Bardot.

#### Les Petits Chanteurs de Sainte-Croix de Neuilly -The Paris Boys Choir

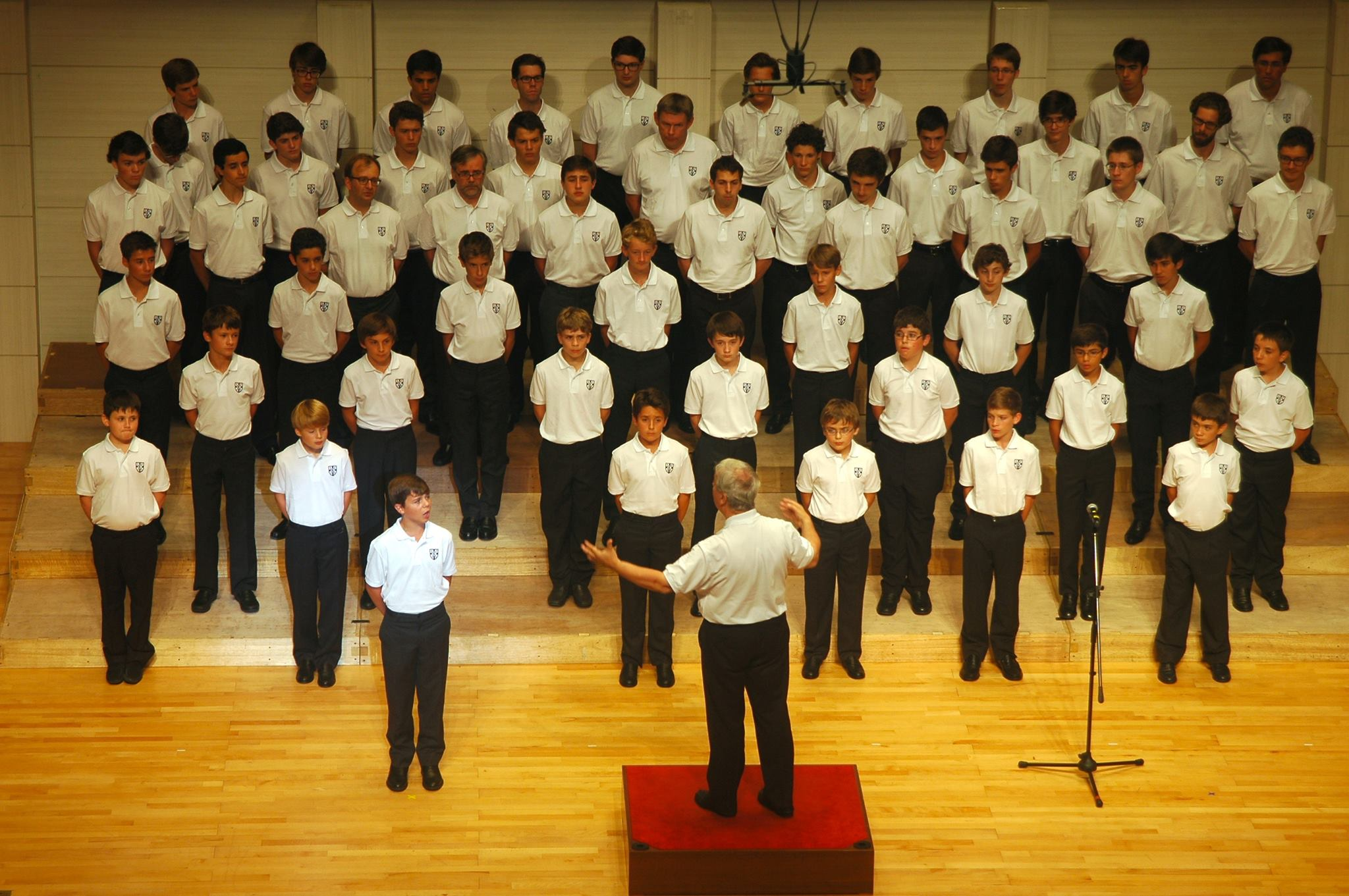
Les Petits Chanteurs de Sainte-Croix de Neuilly.

Les Petits Chanteurs de Sainte-Croix de Neuilly (The Paris Boys Choir) un chœur de garçons qui existe depuis 1956 au sein de l’Institution Notre-Dame de Sainte-Croix à Neuilly-sur-Seine, et est aujourd'hui dirigé par François Polgár.

#### Maîtrise des Hauts-de-Seine
La Maîtrise des Hauts-de-Seine est une association créée en 1985 à l’initiative du conseil général des Hauts-de-Seine qui a mis à sa disposition les moyens nécessaires lui permettant de mener à bien les missions qu'elle s'est fixée :
En plus des 470 enfants, la Maîtrise des Hauts-de-Seine possède un chœur de chambre composé de jeunes âgés de 15 ans à 25 ans qui se sont produits dans l'opéra de chambre Didon et Énée d'Henry Purcell, l'opéra-bouffe Le Petit Faust d'Hervé, l'oratorio Juditha triumphans de Vivaldi.
Elle est aussi le Chœur d'enfants officiel de l'Opéra de Paris.

#### Petits Chanteurs de Saint André de Colmar
Manécanterie française crée en 1987 par le Frère Olivier Glaize, marianiste, et dirigée depuis 2004 par Guillaume Burgmeier.
La Manécanterie des Petits Chanteurs de Saint-André de Colmar regroupe actuellement une cinquantaine de choristes de 8 à 25 ans, provenant de Colmar et ses alentours. Depuis 2004, la direction musicale est confiée à Guillaume Burgmeier. Affiliée à la Fédération française des Pueri Cantores, elle adhère pleinement à son projet éducatif pour les jeunes.
La Manécanterie des Petits Chanteurs de Saint-André de Colmar a trois objectifs : L'objectif musical : les exigences musicales poussent les choristes à développer leurs qualités vocales. L'objectif humain : la vie en groupe, encore plus lors des camps chantants et des tournées, responsabilise les choristes et les invite à prendre des initiatives, à devenir autonomes. L'objectif spirituel : le but premier de la Manécanterie, l’épanouissement du choriste, se fait en adhésion avec la Charte et la Prière des Petits Chanteurs.

#### Maîtrise de Radio France
Chœur d'enfants français basé à Paris, créé en 1946 et actuellement dirigé par Sofi Jeannin. C'est un chœur mixte composé d'une centaine de choristes, dont le répertoire est très étendu : il va des polyphonies du XVe siècle jusqu'à la musique contemporaine.
Fondée par le compositeur Henry Barraud (alors directeur musical de la Radiodiffusion française) et Maurice David (inspecteur général de l'enseignement musical de Paris) la Maîtrise de Radio France est, avec l'Orchestre national de France, l'Orchestre philharmonique de Radio France et le Chœur de Radio France, l'une des quatre formations permanentes de Radio France.

#### Les Petits chanteurs d'Asnières et les Poppys
La notoriété des Petits chanteurs d'Asnières explose dans les années 1970 à la suite de la création du groupe Les Poppys. En 1968, la chorale est déjà médiatisée au travers de l'interprétation d'un de ses solistes, Bruno Polius, de L'oiseau chanson extraite du feuilleton Sébastien parmi les hommes et vendue à 1 600 000 exemplaires.

#### La Maîtrise de Bretagne
La Maîtrise de Bretagne (originellement Maîtrise de Haute-Bretagne) a été créé en 1989. L'ensemble est dirigé par son fondateur : Jean-Michel Noël. Il offre aux choristes une formation musicale autour de la voix en horaires aménagées. Cette formation basée à Rennes s'effectue en collaboration avec le CNR (Conservatoire à Rayonnement Régional) et est notamment financée par le Conseil régional de Bretagne, le Conseil général d'Ille-et-Vilaine, la ville de Rennes.
- Prix Palestrina en 1994.

#### Les Petits Chanteurs de Saint-Marc
Chœur français, rendu particulièrement célèbre par le film Les Choristes en 2004.

#### Chœur d'enfants Sotto Voce
Créé en 1992 par le chef américain Scott Alan Prouty, le chœur d'enfants Sotto Voce (CESV) est composé de 60 enfants âgés de 9 à 17 ans. Il obtient en 2002 le parrainage de la fondation Orange et le soutien des ministères de la Culture et de l'Éducation nationale, puis en 2005 celui de la DRAC et du fonds d'action de la SACEM. Il est soutenu à ce jour par la Ville de Créteil, le Conseil général du Val-de-Marne, la Ville de Paris et la fondation du groupe RATP.
Actuellement en résidence au théâtre du Châtelet, il s’est acquis au cours des années un large répertoire allant de la musique classique en passant par le jazz, la chanson française et jusqu’à la comédie musicale américaine, à l’occasion de plus de 400 concerts, tant en région parisienne qu’en France et à l’étranger.

#### Les Petits Chanteurs de Nogent-sur-Marne connus aussi sous le nom "Les Moineaux du Val-de-Marne"
Fondée en 1953 par l'abbé Pierre Tessier sous le nom de « Moineaux de Beauté-Plaisance », cette manécanterie est rebaptisée « Les Moineaux du Val-de-Marne » en 1965. Composée exclusivement de garçons (sopranos, altos) et d'hommes (ténors, basses), elle est dirigée actuellement par François Olivier, (organiste titulaire des orgues de Saint Eustache). Elle est membre de la fédération internationale des Pueri Cantores.

#### Chœur d'enfantsAmazing Grace
Fondé en 2005  au sein de l'institution privée Sainte-Marie à Antony, le chœur tire son nom du cantique traditionnel anglais Amazing Grace. Initialement composé d'un chœur de garçons et d'un chœur de filles, les deux structures ont été réunies en 2011. Constitué aujourd'hui d'une cinquantaine de chanteurs de 8 à 20 ans et membre de la Fédération française des Petits Chanteurs, il est dirigé par Olivier Glaize.

##### Maîtrise du Conservatoire de Strasbourg

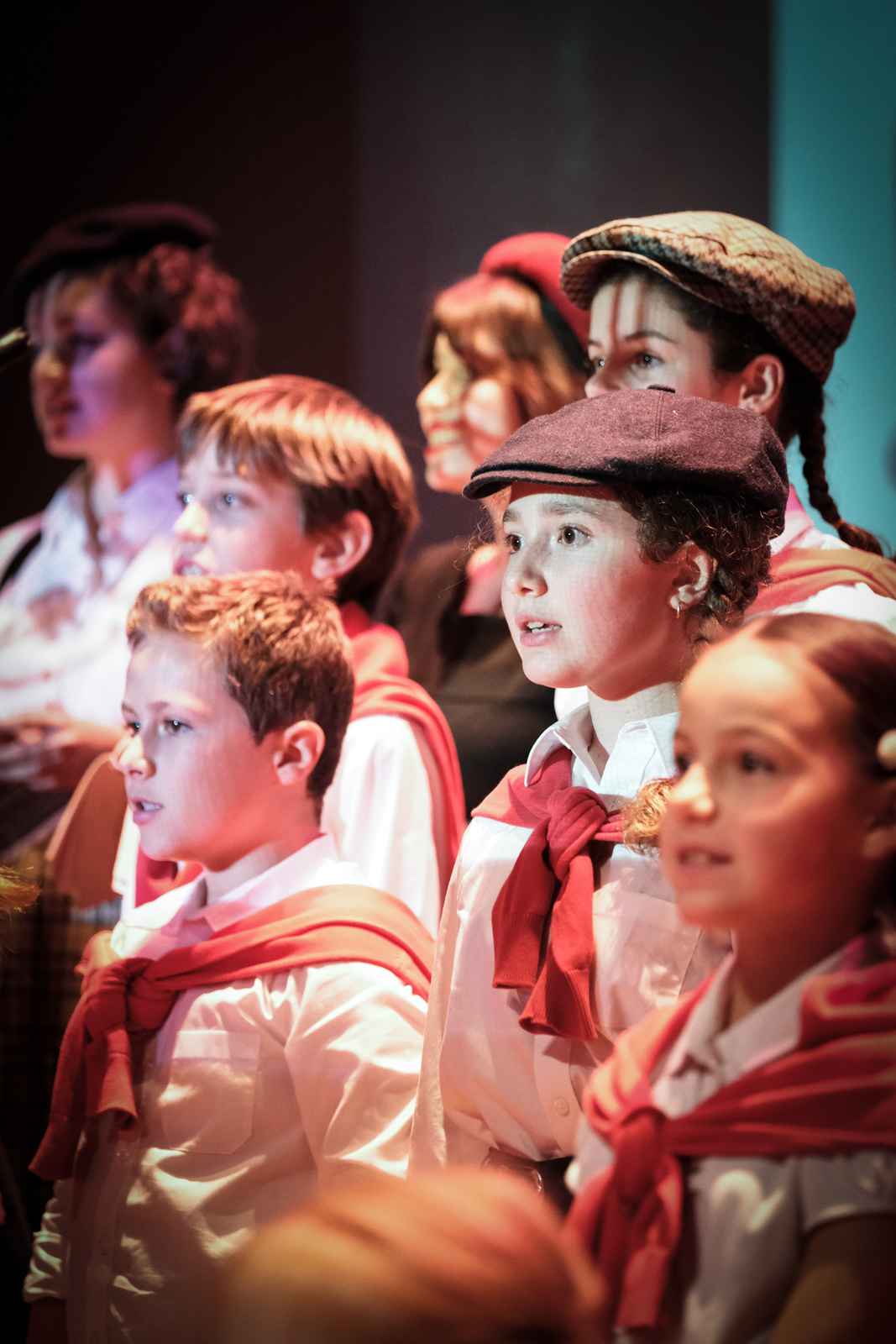
Maîtrise du CRR de Strasbourg.

Créée en septembre 2014 à l'initiative de Vincent Dubois, la maîtrise du Conservatoire de Strasbourg dirigée par Anne-Juliette Meyer a pour vocation d'initier les enfants et jeunes musiciens de 6 à 15 ans aux techniques de l'art choral.
Régulièrement invitée par des festivals ou des ensembles professionnels, elle participe à de nombreux concerts en partenariat. Parmi ceux-ci: Peer Gynt avec la Philharmonie de poche (2017), Les mots à la mer avec le festival Jazzdor  (2019).

##### Maitrise des Bouches-du-Rhône
La Maîtrise des Bouches-du-Rhône,,, basée au Collège André Malraux à Marseille, est un ensemble vocal d'excellence intégré aux classes à horaires aménagés de l'Éducation nationale. Sous la direction de Samuel Coquard depuis 2002, elle propose une formation musicale complète à de jeunes choristes, alliant technique vocale, pratiques scéniques et scolarité. La Maîtrise collabore régulièrement avec des institutions prestigieuses telles que l'Opéra de Marseille, l' Opera D'Avignon, le Festival d'Art Lyrique d'Aix-en-Provence, la Basilique Notre-Dame-de-la-Gardeet les Chorégies d'Orange. Elle joue un rôle central dans la valorisation du patrimoine musical et la diffusion de la musique classique et contemporaine.

### Suisse

#### Maîtrise du Conservatoire populaire de Genève
Son fondateur, le compositeur et chef de chœur français Jean-Louis Rebut, a l'idée de créer en 1974 un chœur d'enfants à Genève, comblant ainsi un grand vide dans le monde musical de cette ville pourtant internationale. Les enfants sont recrutés selon la qualité de leur voix et suivant leur motivation. La plupart apprend le solfège au cours des répétitions, au contact hebdomadaire d'enfants pratiquant un instrument et ayant un très bon niveau de solfège. L'originalité de ce chœur réside donc dans son répertoire exigeant travaillé dans une ambiance à la fois cordiale et studieuse - répertoire baroque, classique, opéra, musique du XXe siècle.
Le Stabat Mater de Pergolèse constitue son cheval de bataille, la limpidité des voix d'enfants permettant de donner à cette œuvre une autre dimension spirituelle. Membre de l'Ordre des Templiers, Jean-Louis Rebut effectuera avec les enfants de nombreuses tournées de concert en Italie dans les années 80 et la critique rendra plusieurs fois hommage aux performances d'un chœur d'enfants amateurs dans un répertoire difficile. Parmi les concerts mémorables, citons un concert à la Basilique Saint-Marc de Venise (1981) et à la cathédrale de Sienne (1984) devant Mgr l’Évêque.
En 1993, Marga Liskutin succède à Jean-Louis Rebut, délaissant le répertoire baroque au profit du répertoire d'opéra (Carmen, Boris Godounov, Parsifal…). La Maitrise du Conservatoire populaire de musique de Genève prend enfin un nouveau souffle sous l'impulsion de Magali Dami, qui a pris sa direction à l'automne 2002.

### Royaume-Uni

#### King's College Choirde Cambridge
Chœur fondé par le roi Henry VI au XVe siècle, il est composé de 16 choristes qui chantent quotidiennement dans la chapelle du King's College de Cambridge. Le chœur se produit aussi lors de tournées au Royaume-Uni et à l'étranger. Il est dirigé par Stephen Cleobury.

## Chœurs d'enfants d'Amérique

### Canada

#### Les Petits Chanteurs du Mont-Royal (Québec)
Fondée à Montréal en 1956 par le père Léandre Brault, la maîtrise des petits chanteurs du Mont-Royal compte aujourd'hui 170 jeunes garçons âgés de 9 à 17 ans. À son activité première, soit la participation aux services religieux de l'Oratoire Saint-Joseph, se sont ajoutés au fil des ans de nombreux concerts, enregistrements et tournées internationales. Son répertoire très diversifié s'étend du chant grégorien aux œuvres contemporaines. Membre de la fédération internationale des Pueri Cantores, elle constitue aujourd'hui l'une des principales chorales d'enfants en Amérique. La direction musicale de la maîtrise est assurée depuis 1978 par Gilbert Patenaude.